# バスレフ型
| バス・レフレックス型スピーカーの基本構造の断面図（図はスペイン語）。altavozとなっているところは英語版のではdriverつまりスピーカーユニットであり、ventanaとあるのは英語版ではport ポートあるいはventベントとなっている。 |  | バスレフ型スピーカーの外観例。この例では下にポートがある。 |
| バス・レフレックス型スピーカーの基本構造の断面図（図はスペイン語）。altavozとなっているところは英語版のではdriverつまりスピーカーユニットであり、ventanaとあるのは英語版ではport ポートあるいはventベントとなっている。 |  | バスレフ型スピーカーの外観例。この例では下にポートがある。 |

バスレフ型、正式にはバス・レフレックス（英: bass reflex）とは、スピーカーシステムのエンクロージャーの一形式であり、エンクロージャーに穴を開けそこに筒をつけることで、音の低音域部分をヘルムホルツ共鳴によって増幅するための方式である。

## 概要

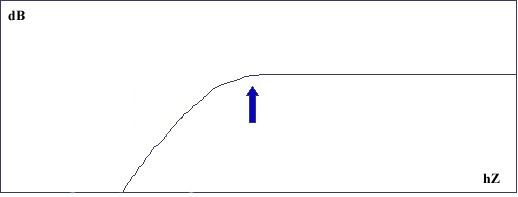
スピーカーユニット単体の周波数特性

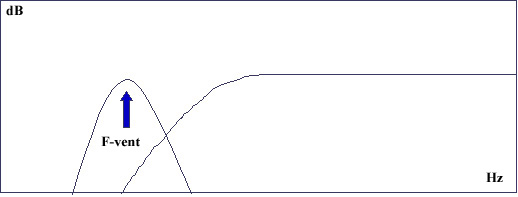
バス・レフレックス管部の共鳴特性

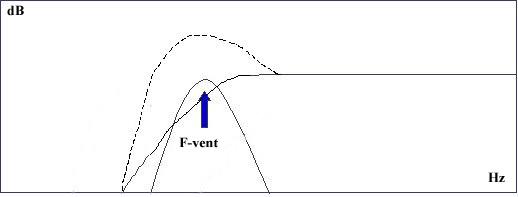
バス・レフレックス管部の共鳴効果による周波数特性の変化

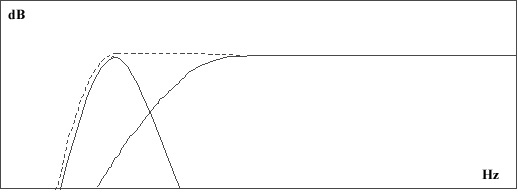
最適なバス・レフレックス管部の特性とスピーカーユニットの特性からの合成で得られる周波数特性

スピーカーユニット後面から発生する音の低音域部分をヘルムホルツ共鳴によって増幅する方式である。
密閉型と比較すると、バスレフ型は背圧の影響が小さく、伸び伸びと鳴るのが特徴とされる。ただし「のびのびと鳴る」という特徴は、バックロードホーン型や平面バッフルのほうが著しいため、これらとの比較においては、バスレフ型のほうがむしろ「背圧の影響が大きい」とされる。また、エンクロージャーの容積が大きいほど背圧は小さくなるので、エンクロージャーの内容積がとても大きな密閉型と内容積がとても小さなバスレフを比較すれば、バスレフ型のほうがむしろ背圧の影響は大きい場合もある。
密閉型よりも能率よく低音を再生する一方、ヘルムホルツ共鳴周波数より低い音圧出力は急激に減衰するため、再生できる低音の帯域にはそれなりに限界がある。その一方、バックロードホーン型よりは低音再生の能率は悪いが、低い帯域まで低音を再生する（バックロードホーン型でバスレフ型より低い帯域まで再生するためには、ホーンが長大になるため、実用性が無くなる）。
なおこの形式を「位相反転型」や「方向反転型」と呼ぶ場合があるが、正しくは「位相反転型」であり、「方向反転型」と呼んで「スピーカーユニット後面から発生する低音の方向を反転させて、ダクトから前面に放出するシステム」と説明する人もいるが、その説明にはいささか問題がある。穴を前面にあけた場合にはたしかに方向の反転が起きうるが、そもそも方向を反転させることがこの方式の主たる目的ではない。

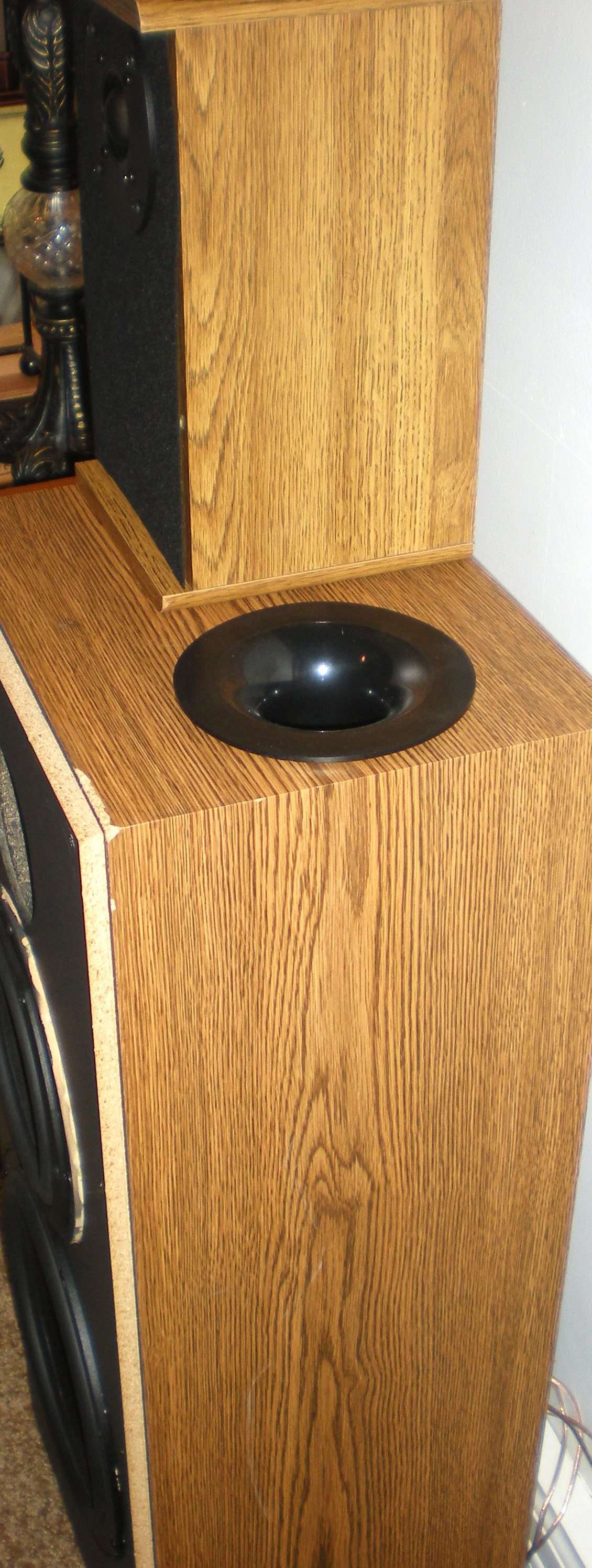
市販のスピーカーシステムのエンクロージャの上面にポートをDIYでつけた例。

またエンクロージャーの上面や側面にポートをあけるタイプもありうる（右下に写真を掲載）、つまり方向が反転するとは限らないので、その意味でもポートがあいているタイプを「方向反転型」と呼ぶのは不適切である。
「位相反転型」の呼称で言及されている位相反転とはスピーカーユニットの裏側（エンクロージャー内部側）から発生する、ソース音源の山と谷が入れ替わった（位相がπ［rad］ずれた）波の位相を反転させることで、ソース音源とポートからの波とを同相にすることを意味しており、決して波の方向を反転させることを意味しているわけではない。
エンクロージャーとポートの設計が有効であれば、ソース音源に対して同位相の音がポートから出ることになり、波と波とが強めあうことになる。これは回折が顕著に発生する低音で発生するため、スピーカーユニットとポートの距離が低音の波長に対して十分に小さい場合、エンクロージャーのどの位置にポートを設置しても同様である。

## バリエーション
バリエーションとして、ダンプドバスレフ型がある。これはヘルムホルツ共鳴を制動（ダンプ）しQ値を小さくしたものである。特性は密閉型とバスレフ型の中間的なものになる（ただしバスレフ型とダンプドバスレフ型について、定義づけによる境界は存在せず、区別は曖昧である）。
またダブルバスレフ型がある。これはバスレフ型を二重にしたものであり、ヘルムホルツ共鳴が二重になるため、より低い帯域まで効率よく低音を再生する。ただし共鳴周波数のチューニングが困難であり、音域のピークやディップを生じやすいのが欠点であり、最適な設計は困難である。

またASW型というのも存在する。ユニット後方のみならず前面をもバスレフ型の箱を取り付ける、あるいは前面は密閉型の箱を取り付ける事によって、低音のみを再生するものであり、サブウーファーに用いられる。